# Парадокс Ікара
 «Парадокс Ікара» — це модель розвитку підприємства, введена Денні Міллером в його книзі «Парадокс Ікара» (1990). «Парадокс Ікара» виражається як пастка успіху, тобто великий успіх компанії може привести її ж до власної загибелі. Виглядає нестандартно, в цьому і парадокс.
З яких причин може статися таке явище — успіх привів до загибелі? Наприклад, часто компанії, вибравши собі напрямок, розвиваються і досягають успіху, але з плином часу, потреби навколишнього світу змінюються і цей напрямок може стати менш популярним, а іноді і зовсім непотрібним. А самовпевненість керівників або працівників відділу з розвитку компанії в їх майже абсолютному успіху не дозволяє побачити можливі небезпеки, які можуть загрожувати їх компанії. Таким чином, організації потрапляють в порочне коло, в якому успіхи і перемоги стають слабкістю і ведуть до падіння організації.
Одним словом, головною причиною виникнення «Парадоксу Ікара» є вузькість погляду. Вона виражається у звичних образах думок і дій і є пасткою, що заважає виникненню нових напрямків для діяльності.
Якщо виразити легенду про Ікара мовою економіки, то незнання законів зовнішнього світу і небезпек, які можуть підстерігати організацію, а зацикленість тільки на розвитку своїх сильних сторін може призвести до краху.
Міллер виділив чотири траєкторії розвитку, які призводять організацію до краху:
1. «Конструктори» — це початкова стадія. Основні конкурентні переваги цих організацій в інженерно-конструкторських роботах. Це великі і сильні підприємства, які покращуючи якість продукції і, розробляючи стратегії виробництва, перестають враховувати потреби споживачів. У цьому випадку вони вже переходять в стадію «лудильники» (кризова стадія).
2. «Будівельники» — початкова стадія. В основному це підприємства, які схильні до швидкого зростання. Але «забудовуючи ринок», вони починають вкладати свій капітал в галузі, які їм невідомі. І в разі невдачі, відбувається втрата внутрішніх ресурсів. «Будівельники» переходять в просто «забудовників».
3. «Піонери» — початкова стадія. Компанії, що випускають дизайнерські й інноваційні розробки. Зациклюючись на одному успішному проекті, вони стають несприйнятливими до змін, не випускають нові види продукції. Ну і відповідно прогорають. Хороший приклад —  Rolls Royce, Polaroid. Кінцева стадія — «відлюдники».
4. «Комівояжери» — початкова стадія. Для цих підприємств характерна диверсифікація продуктів відомих брендів. Але виходячи на величезну кількість ринків, продукція, що випускається, втрачає якість. Тоді ці фірми перетворюються на «дрейфовщиків».

Також цікаво те, що різні зі стратегічного управління компанії по-різному входять в цю ситуацію-парадокс.
Міллер, створюючи модель «Парадокс Ікара», виходив з передумови, що активний розвиток сильних сторін компанії та тільки, призводить до необгрунтованої самовпевненості у власному успіху і самовдоволення, складаються звичаї.
Припустимо, якщо ви добилися великого успіху у будь-якій галузі, то не варто зупинятися на цьому, тому що будь-які зміни дуже важливі, вони відкривають шлях до ще більшого успіху.
Теоретик ЗМІ Маршалл Маклюен якось зауважив, що рибі не дано зрозуміти, що вона плаває у воді. Вода настільки невіддільна від існування риби, що вона її просто не помічає. У світі організацій чимало таких прикладів.
Отже, коли організація починає втрачати позиції і успіх йде на спад, безсумнівно, потрібно вводити нововведення, як у напрямку діяльності, так і в методах управління організацією. Не варто перечікувати «чорну смугу», адже вона сама собою може і не закінчитися.